# Les Damps
Damps – miejscowość i gmina we Francji, w regionie Normandia, w departamencie Eure. Przez miejscowość przepływa Sekwana. 
Według danych na rok 1990 gminę zamieszkiwały 943 osoby, a gęstość zaludnienia wynosiła 199 osób/km² (wśród 1421 gmin Górnej Normandii Damps plasuje się na 261 miejscu pod względem liczby ludności, natomiast pod względem powierzchni na miejscu 708).